# Чемпіонат світу з художньої гімнастики 1998
Чемпіонат світу з художньої гімнастики 1998 пройшов з 6 по 10 травня в місті Севілья, Іспанія. У цьому чемпіонаті світу проводилися змагання лише з групових вправ.

## Медалісти (групові вправи)
| Дисципліна           | Золото         | Срібло         | Бронза         |
| Групові вправи       | Групові вправи | Групові вправи | Групові вправи |
| -------------------- | -------------- | -------------- | -------------- |
| Групова першість     | Білорусь       | Іспанія        | Росія          |
| 5 м'ячів             | Росія          | Білорусь       | Україна        |
| 3 стрічки + 2 обручі | Іспанія        | Білорусь       | Україна        |

## Медальний залік
| Місце              | Країна             | Золото | Срібло | Бронза | Загалом |
| ------------------ | ------------------ | ------ | ------ | ------ | ------- |
| 1                  | Білорусь           | 1      | 2      | 0      | 3       |
| 2                  | Іспанія            | 1      | 1      | 0      | 2       |
| 3                  | Росія              | 1      | 0      | 1      | 2       |
| 4                  | Україна            | 0      | 0      | 2      | 2       |
| Загалом (4 збірні) | Загалом (4 збірні) | 3      | 3      | 3      | 9       |